# Tallahassee Community College
El Tallahassee Community College (TCC) es una universidad pública (community college) que ofrece programas de dos años ubicada en Tallahassee, Florida (Estados Unidos). Forma parte del Florida College System.
TCC sirve los condados de León, Gadsden y Wakulla.
TCC abrió en 1966.